# قائمة العملات التذكارية المصرية (عقد 1990)

### 1990

#### عملات فضية
| العملة                                                | الصورة   | الصورة  | الفئة | الموضوع | المعدن | التوافر | الوزن (جرام) | القطر (مم) | السمك (مم) |
| العملة                                                | الأمامية | الخلفية | الفئة | الموضوع | المعدن | التوافر | الوزن (جرام) | القطر (مم) | السمك (مم) |
| ----------------------------------------------------- | -------- | ------- | ----- | ------- | ------ | ------- | ------------ | ---------- | ---------- |
| 5 جنيه كأس العالم الرابع عشر لكرة القدم               |          |         |       |         |        |         |              |            |            |
| 5 جنيه كأس العالم الرابع عشر لكرة القدم               |          |         |       |         |        |         |              |            |            |
| 5 جنيه العيد العاشر لهيئة المجتمعات العمرانية الجديدة |          |         |       |         |        |         |              |            |            |
| 5 جنيه العيد المئوي لكلية دار العلوم (علي مبارك)      |          |         |       |         |        |         |              |            |            |